# Triage-Lavoir de Beringen
Le triage-lavoir de Beringen est un lavoir à charbon faisant partie du charbonnage de Beringen, en Belgique. En 1994, il est classé en tant que partie du « Musée flamand de la mine » par le Gouvernement flamand. Depuis 2007, il est l’un des points d'ancrage de l’ERIH (European Route of Industrial Heritage) ce qui donne une indication de son importance à la fois culturelle, économique et sociaux-historique au niveau européen et transatlantique (E. Leunen). 
Ce bâtiment est un des plus grands et derniers exemples de l’industrie du charbon en Belgique. La capacité de triage de Beringen était avec 7 500 tonnes par jour, 20 fois celui de Blegny-Trembleur en 1947 (en données corrigées),.
Depuis la fermeture temporaire (puis définitive un an plus tard) de Charbonnage de Beringen en 1989, ce bâtiment est hors service et sans affectation. Mais en 1994 il est classé comme patrimoine minier par le Gouvernement flamand (par décret ministériel). En 2010 1,38 million d'euros sont confiés pour la restauration de ce joyau de l'ère industrielle et l'essentiel sera effectivement utilisé pour ce poste.

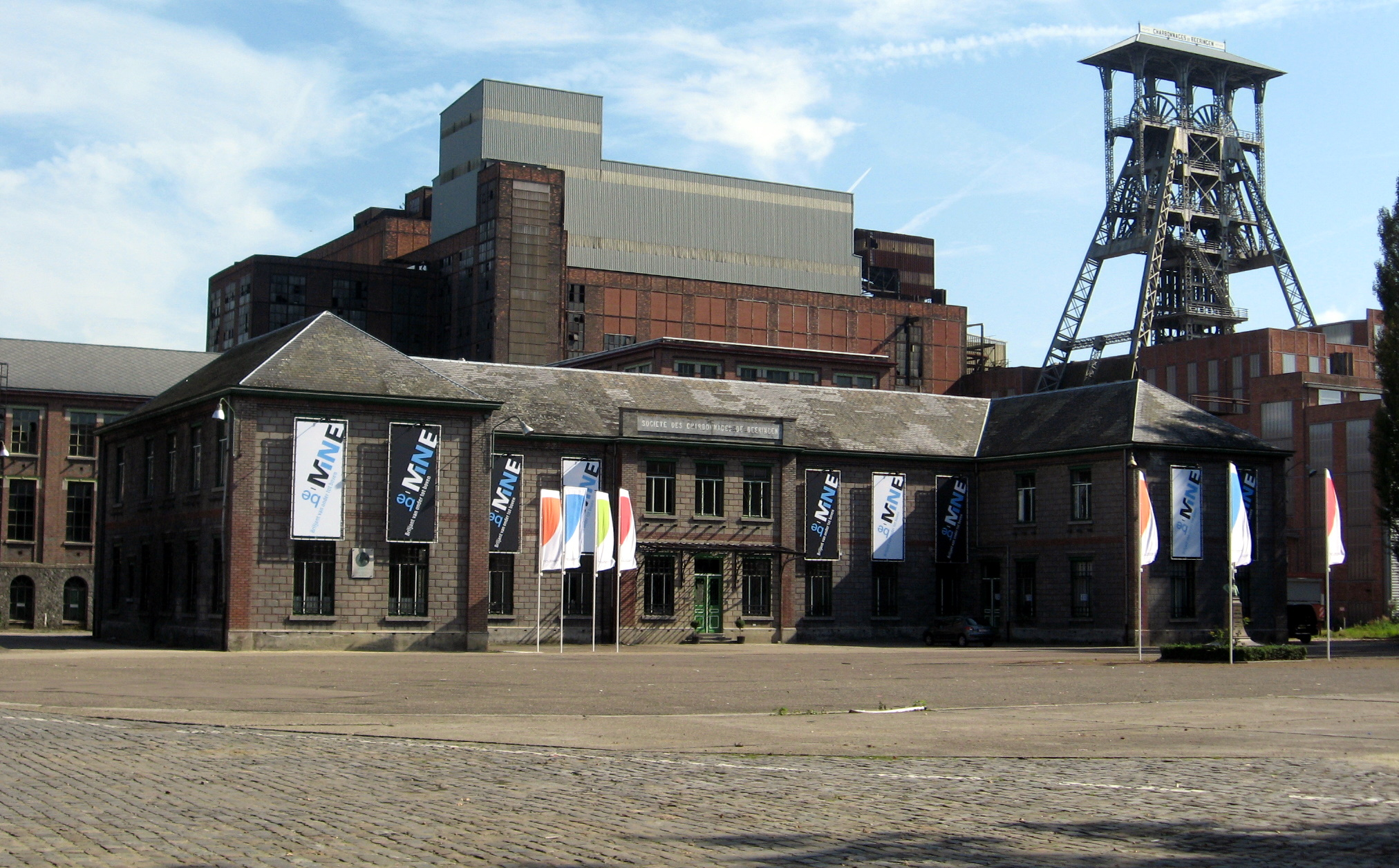
Le triage derrière les bureaux centraux (portique nord).